# Ingvar den vittfarne

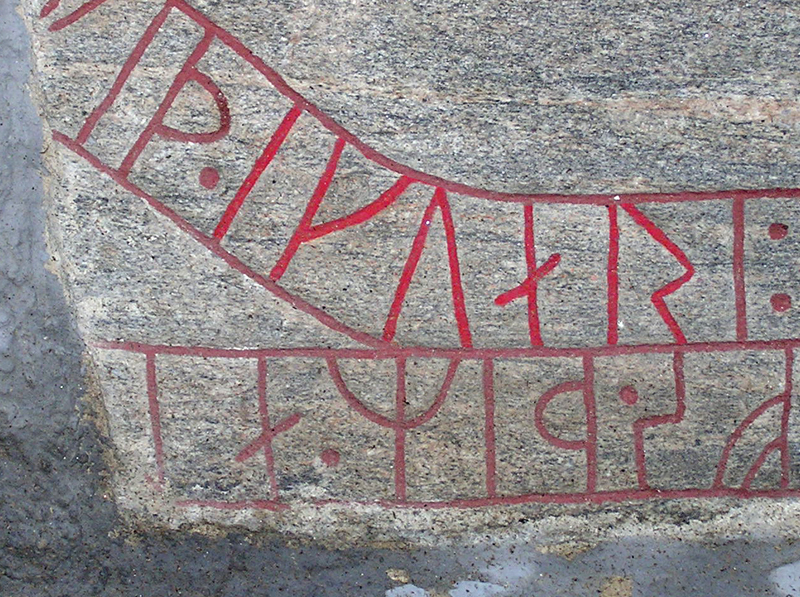
Ingvar den vittfarne

Ingvar den vittfarne, född omkring 1016, död 1041, var en svensk hövding, vars expedition med en flotta bestående av ett trettiotal skepp till Särkland på 1040-talet är omvittnat på 25–30 runstenar (några är osäkra), kallade Ingvarsstenarna, runt främst Mälaren. Han var enligt Ingvar den vittfarnes saga dottersons son till Erik Segersäll.

## Ingvarståget

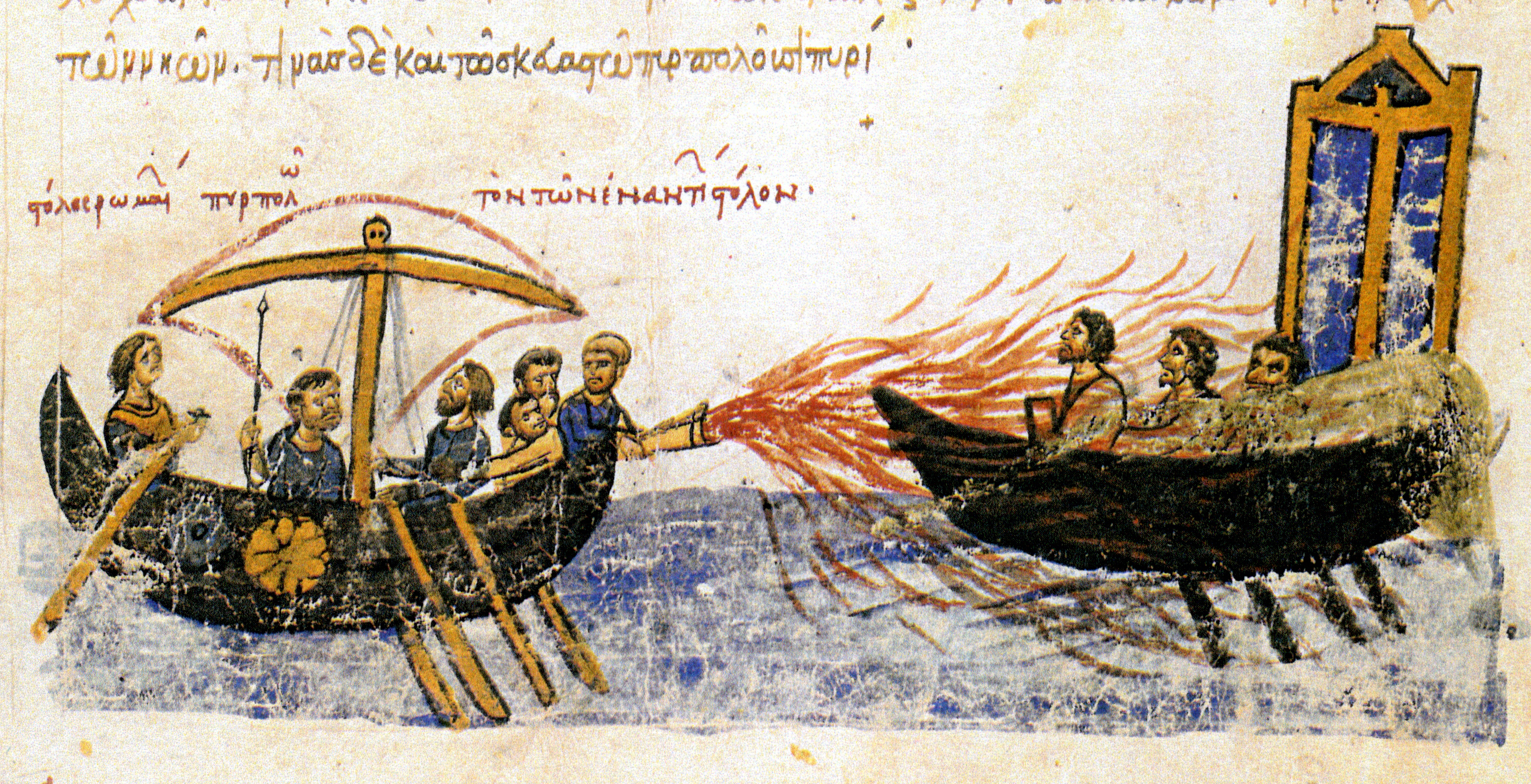
Grekisk eld.

Ingvarståget havererade i Särkland, och ingen av runstenarna bekräftar att någon skulle ha överlevt detta. Ingvars färd finns även som saga i den isländska sagalitteraturen, och denna kan sägas komplettera bilden på ett, i vissa delar, överensstämmande vis.
I Ingvar den vittfarnes saga beskrivs hur Ingvars flotta undsätter Könugård (Kiev) och hur bland annat pirater som angriper Ingvarståget med grekisk eld åstadkommer stor skada på Ingvars fartygsflotta.
Forskaren Mats G. Larsson anser att han funnit stöd för att denna expedition omtalas även i den georgiska krönikan Kartlis Cxovreba. Larssons hypotes menar att Ingvarståget gick under efter strider i Georgien mellan Svarta havet och Kaspiska havet, efter vilka merparten av de överlevande deltagarna sedan ska ha avlidit i en smittsam sjukdom. 
Ingvarsstenarna är resta över män som avlidit under Ingvarståget, varav Gripsholmsstenen i Mariefred är den mest kända. 
Ingvar antas ha avlidit 1041.